# Otto Bolesławowic
Otto Bolesławowic (1000–1033) est un prince polonais de la dynastie Piast, 3e fils de Boleslas Ier de Pologne et de sa 3e épouse Emnilda de Lusace.

## Biographie
Après la mort de Boleslas en 1025, selon la coutume slave, en vertu de laquelle un père doit répartir son héritage entre tous ses fils, Otto pouvait prétendre obtenir une part d'héritage. Cependant, la Pologne étant devenue un royaume, le pays ne peut être divisée. Le seul héritier et successeur de Boleslas est Mieszko II, son 2e fils, né de son mariage avec Emnilda, et frère aîné de Otto.
Son demi-frère Bezprym, fils aîné de Boleslas et sa seconde épouse, Judith de Hongrie, a également été déshérité. La Princesse hongroise a été répudiée peu après la naissance de son fils. Peut-être pour cela, Bezprym a toujours été détesté par son père, qui a décidé que Mieszko serait son seul héritier.
En 1031, peu de temps après la prise de fonction de Mieszko, l'attaque combinée de la Rus' de Kiev et les forces allemandes, conduisent à sa chute, Mieszko doit fuir en Bohême. Bezprym s'empare alors du gouvernement. Otto qui entre-temps s'est réfugié à Meissen, à la cour de sa sœur Reglindis, se rapproche alors de Mieszko. Dans la première moitié de 1032 Bezprym est assassiné.
Le 7 juillet 1032, l'empereur Conrad II du Saint-Empire divise la Pologne entre Mieszko, Otto, et leur cousin Dytryk (pl), petit-fils de Mieszko Ier.
Otto meurt à son tour au cours de l'année 1033, de cause naturelle pour certains, ou victime de ses propres vassaux pour d'autres.

## Sources
- (en) Cet article est partiellement ou en totalité issu de l’article de Wikipédia en anglais intitulé « Otto Bolesławowic » (voir la liste des auteurs).